# دیوید اچ فریش
دیوید اچ فریش (انگلیسی: David H. Frisch؛ زاده ۱۲ مارس ۱۹۱۸ درگذشته ۱۹۹۱) یک فیزیک‌دان بود.
او در پروژه منهتن در لوس آلاموس کار کرد و با شتاب‌دهنده مخزن بلند Van de Graaff برای اندازه‌گیری سطح مقطع نوترون کار کرد. وی بعداً در جنبش خلع سلاح هسته ای فعال شد. او بیش از ۴۰ سال استاد فیزیک در MIT بود.
پسر دیوید، هنری فریش، در لوس آلاموس در طول پروژه منهتن متولد شد. هنری فیزیکدان دانشگاه شیکاگو است.